# Casa Marcionelli
La Casa Marcionelli fue un histórico edificio residencial y comercial ubicado cerca de la Plaza San Martín, en Lima. El edificio de 3 pisos fue destruido en 2023 por un incendio durante una serie de protestas en sus inmediaciones. El edificio lleva el apellido de su primer propietario, Severino Marcionelli.

## Historia
El terreno del edificio fue comprado por el empresario y filántropo italo-suizo Severino Marcionelli, originario de Ticino. Marcionelli, quien emigró al Perú en 1890, era un empresario minero dueño de minas en el sur del país, había participado anteriormente en la construcción del túnel ferroviario de gran altura cerca de la Estación La Galera en Ticlio, y también había incursionado en el sector agrícola del país. También ayudó a establecer y fue un miembro importante de organizaciones locales, como el Club de la Unión o la asociación peruana Pro Ticino, una organización de la diáspora tesineses para suizos en Perú, convirtiéndose en un miembro importante de la misma.

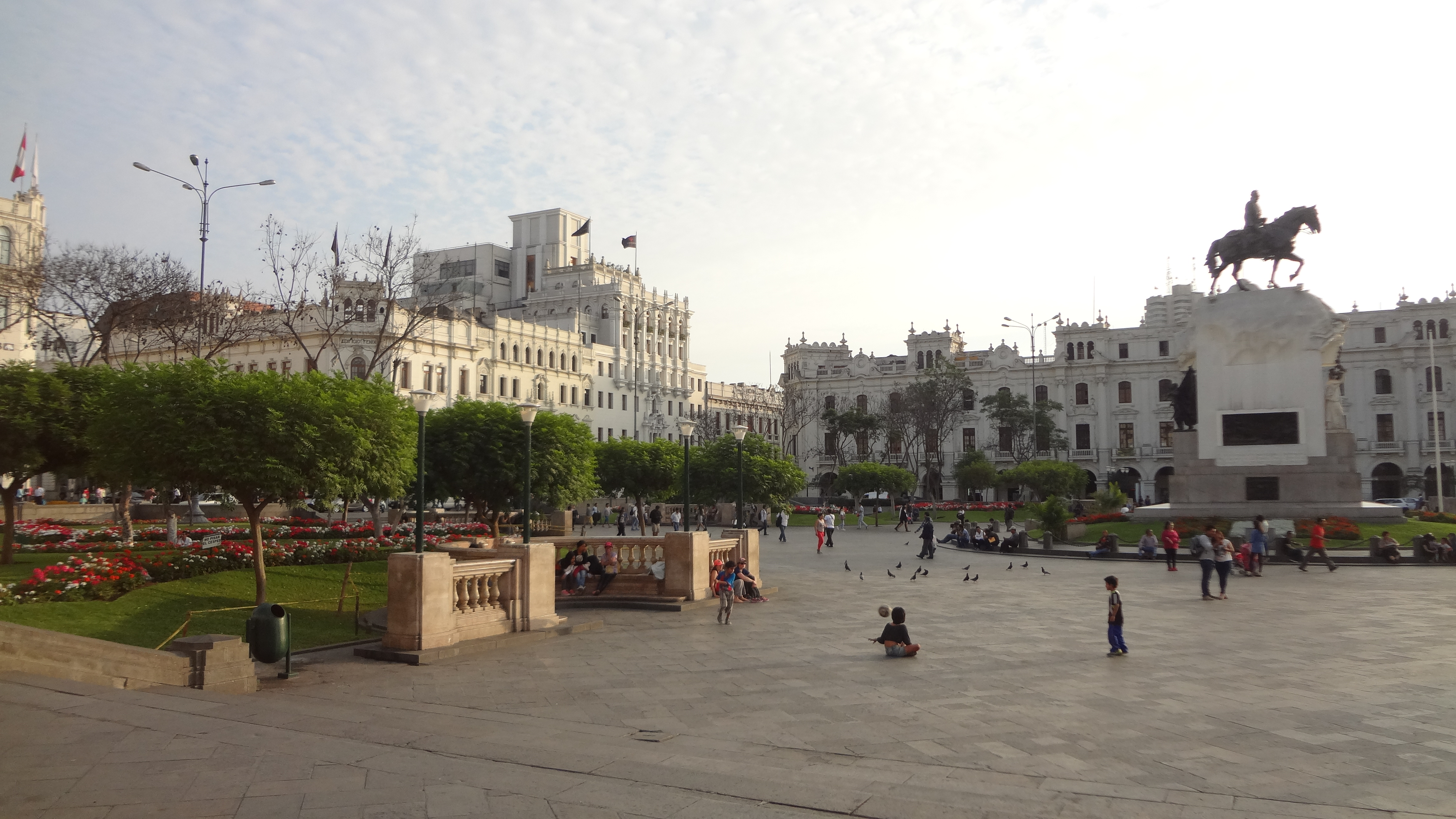
El edificio Marcionelli antes de incendiarse, se puede apreciarse al fondo en el centro.

El edificio, construido en la década de 1920, albergó originalmente las oficinas de la compañía minera de Marcionelli. El propio Marcionelli se desempeñó como cónsul honorario ya que el edificio también comenzó a albergar el Consulado general de Suiza en Lima hasta fines de la década de 1940, cuando el consulado fue elevado a legación. La ubicación actual de la embajada de Suiza en Lima también perteneció a Marcionelli.

### Incendio
Un incendio se inició la noche del 19 de enero de 2023, en medio de protestas antigubernamentales en su entorno inmediato y en la cercana Plaza San Martín. El incendio se clasificó como Código 3, es decir, fuera de control, y luego escaló a Código 4, es decir, un incendio insalvable o una "tragedia local". La fachada del edificio se derrumbó gradualmente entre la noche del 19 y la madrugada del 20, y solo sobrevivieron partes del primer piso. Según los informes, los bomberos tuvieron problemas con las bocas de incendio y, por lo tanto, no pudieron detener el fuego adecuadamente durante horas. En el momento del incendio, la casa había sido recientemente restaurada para el alquiler de sus espacios en exposiciones artísticas y para ser utilizada como hostal. Una persona fue evacuada a un hospital cercano y dos personas fueron atendidas por inhalación de humo como resultado del incendio. Todos los habitantes del edificio fueron evacuados pero quedaron sin hogar.
El gas lacrimógeno desplegado por las fuerzas policiales fueron señaladas por los manifestantes como posible origen del incendio, pero declaraciones de autoridades como el Ministro del Interior, Vicente Romero Fernández, señalaron que tal afirmación era falsa, ya que dichos dispositivos no pueden provocar incendios.  La causa del incendio aún está bajo investigación.